# Alden Anderson

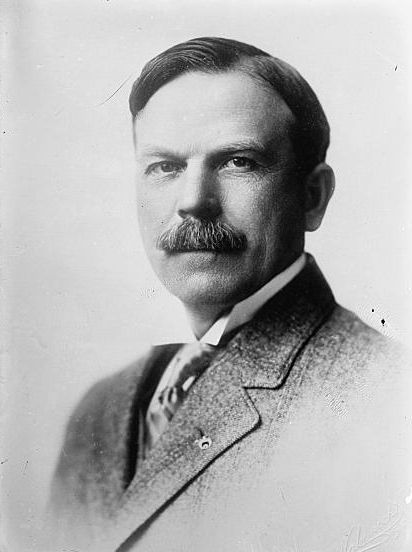
Alden Anderson

Alden Anderson (* 11. Oktober 1867 in Meadville, Pennsylvania; † 23. September 1944) war ein US-amerikanischer Politiker. Zwischen 1903 und 1907 war er Vizegouverneur des Bundesstaates Kalifornien.

## Werdegang
Alden Anderson war der Sohn kalifornischer Eltern und wurde während eines Aufenthalts in Pennsylvania geboren. Er besuchte die öffentlichen Schulen in San José und studierte danach an der University of the Pacific. Anschließend arbeitete er zunächst im Betrieb seines Vaters in der Obstindustrie. Im Jahr 1886 machte er sich in Suisun City im Solano County ebenfalls im Obstanbau selbständig. Später verlegte er sich mehr auf die Verschiffung von Früchten. Im Jahr 1902 gab er dieses Geschäft auf und ging nach Sacramento, wo er im Bankgewerbe tätig wurde. Bis 1908 war er neben seiner Tätigkeit als Vizegouverneur Vizepräsident der Capital Banking and Trust Company. Danach setzte er seine Banktätigkeit in San Francisco fort. Er war an der Gründung mehrerer Banken beteiligt und leitete die Firma, die die Stromverbindung zwischen Sacramento und Stockton baute.
Politisch war Anderson Mitglied der Republikanischen Partei. 1896 erstmals in die  California State Assembly gewählt vertrat er sechs Jahre lang den 19. Wahldistrikt; von Januar 1899 bis Ende 1900 war er Speaker of the Assembly (Vorsitzender). 1902 wurde Anderson an der Seite von George Pardee zum Vizegouverneur von Kalifornien gewählt. Dieses Amt bekleidete er zwischen 1903 und 1907. Dabei war er Stellvertreter des Gouverneurs und Vorsitzender des Staatssenats. Bei den Präsidentschaftswahlen des Jahres 1908 fungierte Anderson als einer der republikanischen Wahlmänner, die William Howard Taft offiziell zum Präsidenten wählten. Im Jahr 1936 war er Ersatzdelegierter zur Republican National Convention. Ansonsten setzte er seine Laufbahn im Bankgewerbe fort. Er starb am 23. September 1944.